# Chiesa di San Giacomo (Ortisei)
La chiesa di San Giacomo (Dlieja da Sacun in ladino, St.-Jakobs-Kirche in tedesco) è una chiesa cattolica di Ortisei, situata nei boschi a monte della frazione che ne porta il nome.

## Storia
Dedicata all'apostolo Giacomo il maggiore, protettore dei viandanti, si tratta del più antico edificio di culto della Val Gardena. Sorge in quota lungo il sentiero Troi Paian, antica via di comunicazione tra la valle Isarco e la pianura veneta. La datazione è incerta, sebbene taluni storici la collochino al 1181 e ne attribuiscano all'iniziativa ai conti di Stetteneck. Sicuramente era già stata eretta nel 1283, quando venne citata in una bolla di indulgenza.

## Descrizione
Circondata da un muro di cinta, che racchiude anche un piccolo cimitero, e connotata da uno snello campanile cuspidato, la chiesa presenta un nucleo romanico che fu ampiamente rimaneggiato in stile tardogotico nel corso del Seicento.
L'unica navata ha una volta a botte e si chiude in un'abside rettangolare con volta a crociera. I preziosi affreschi dell'abside, attribuiti ad un allievo del Maestro Leonhard, risalgono al 1470. Del tardo Settecento sono invece i dipinti sulle pareti nei pressi del pulpito. L'altare maggiore, realizzato da maestranze locali, riprende gli stilemi del barocco, tra colonne arcuate e raffigurazioni di angeli, apostoli e principi della Chiesa, ricoperte da dorature.
Pregiate anche le suppellettili barocche, copie recenti degli originali conservati nel museo della Val Gardena a Ortisei insieme all'originaria pala d'altare del 1751 e a un presepe.

### Affreschi
Affreschi dell'abside - Scuola di Bressanone della seconda metà del XV secolo (da sinistra a destra):

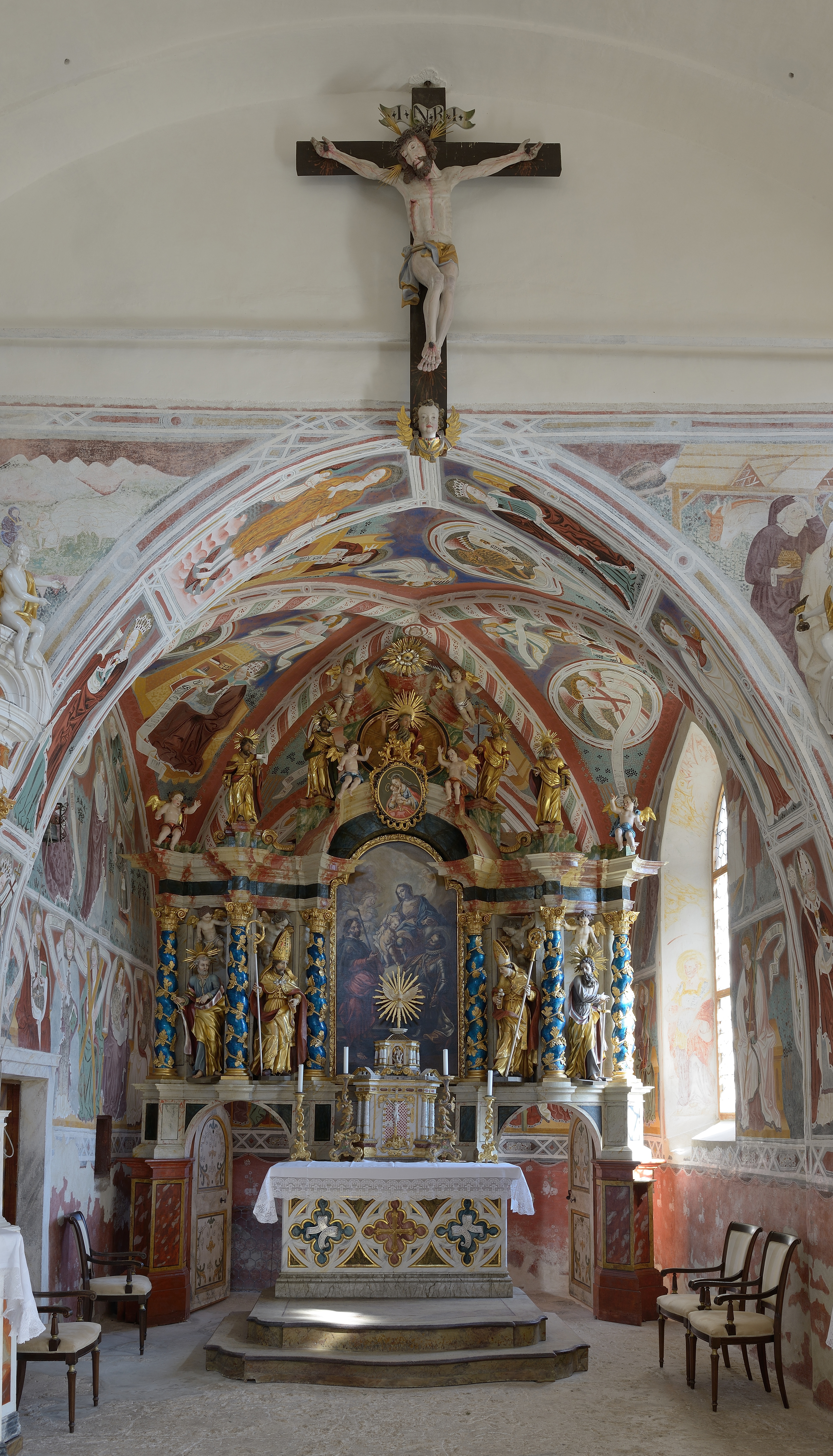
Altar maggiore
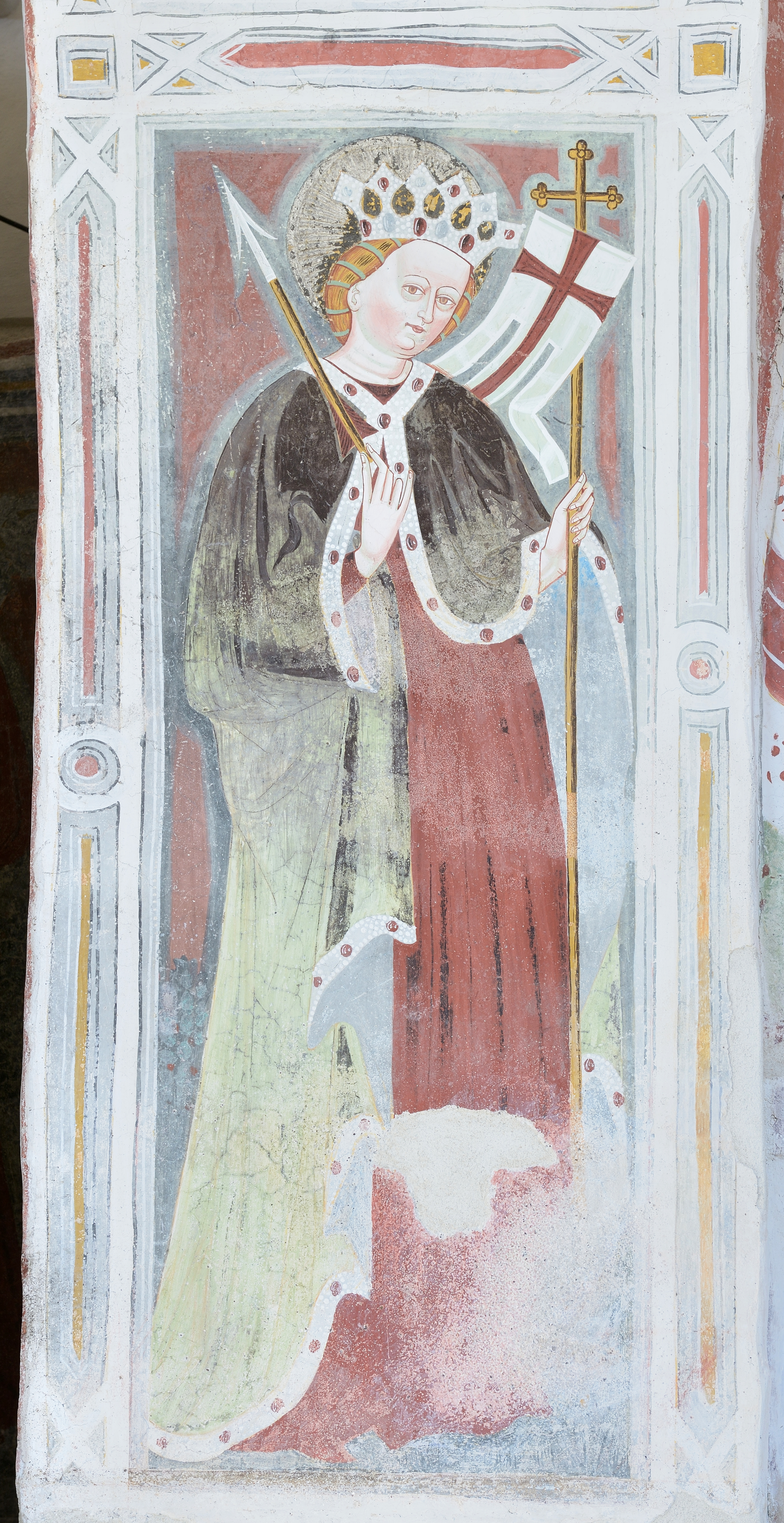
Sant'Orsola
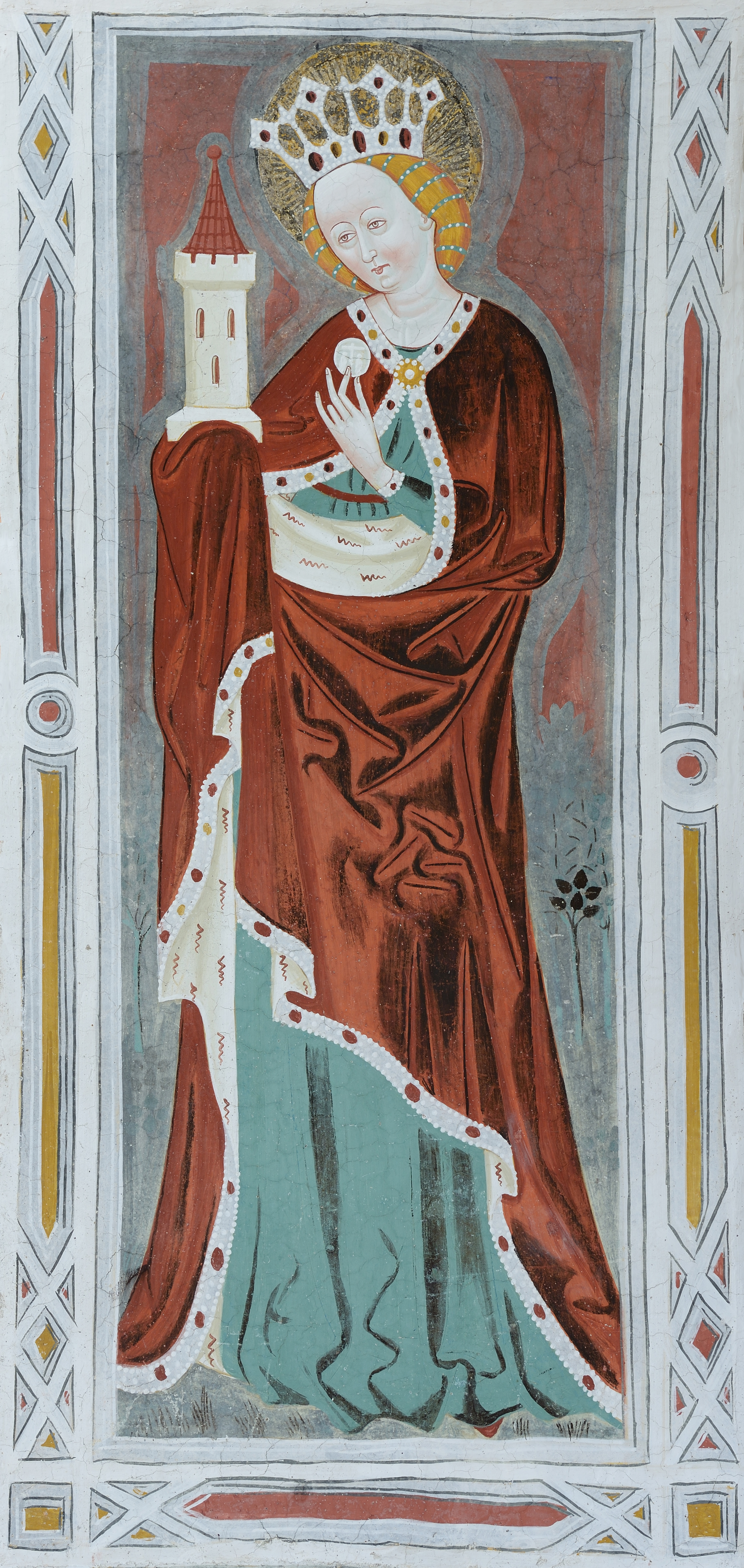
Santa Barbara
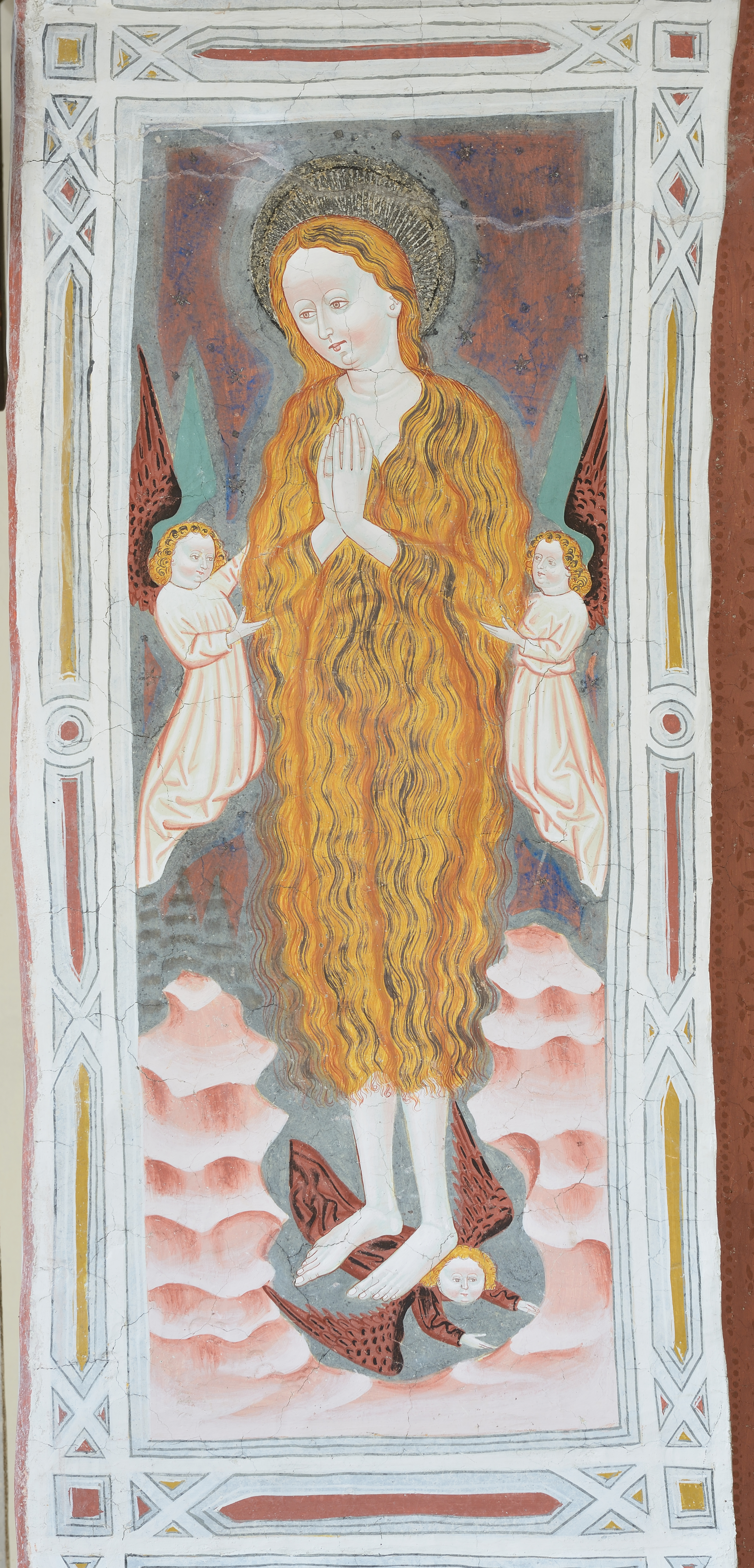
Santa Maria Maddalena
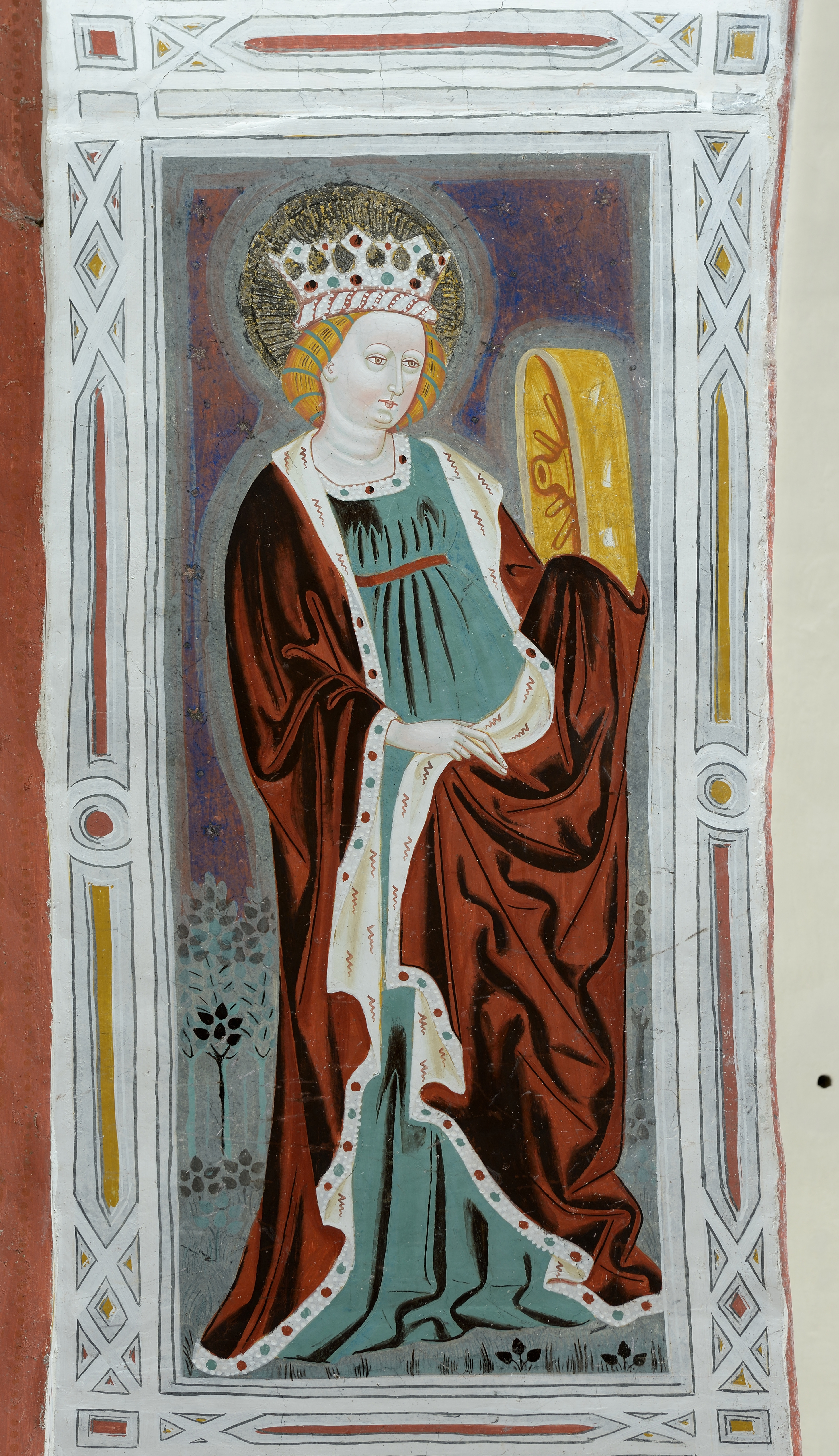
Santa Caterina d'Alessandria
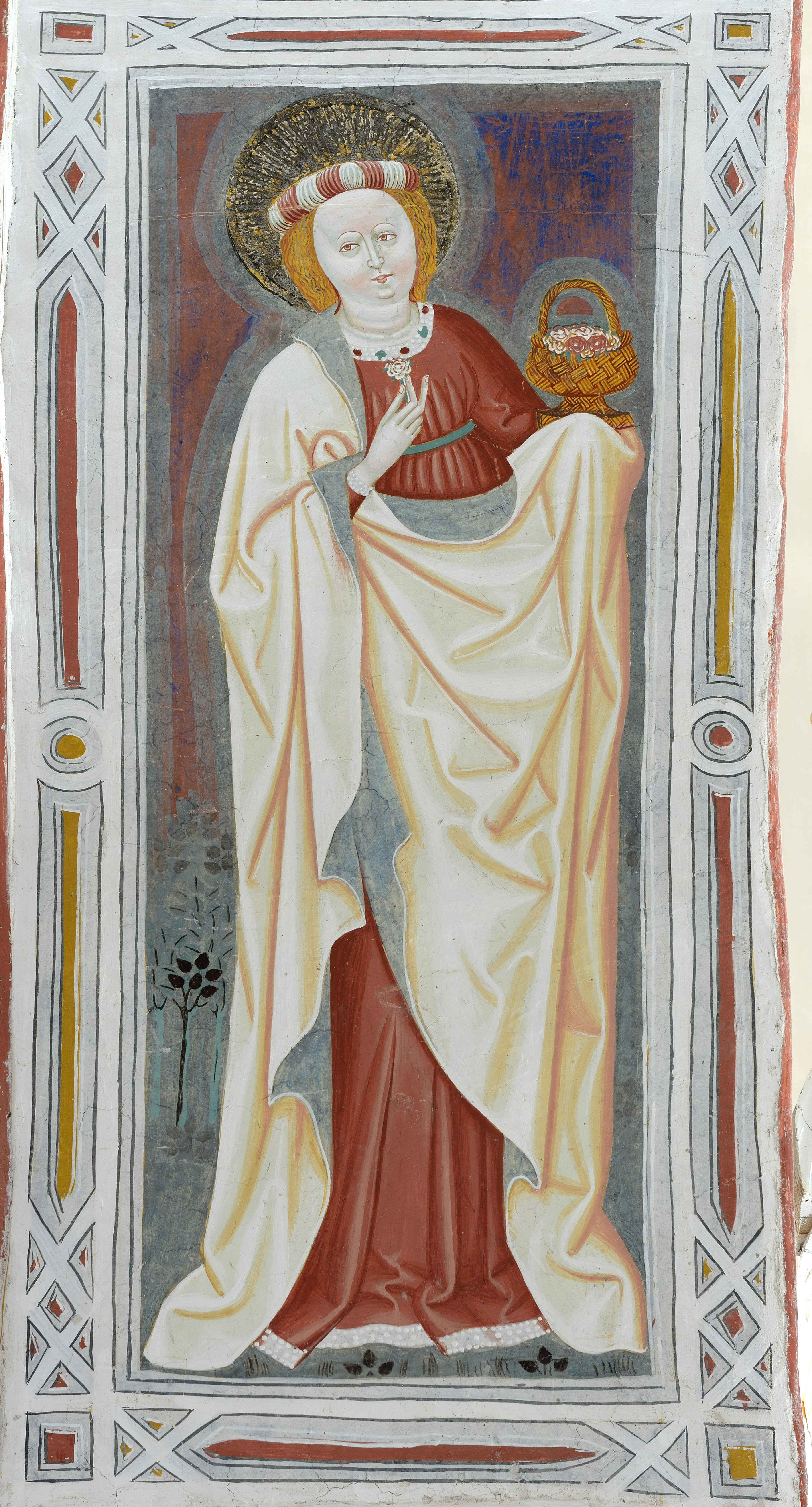
Santa Dorotea
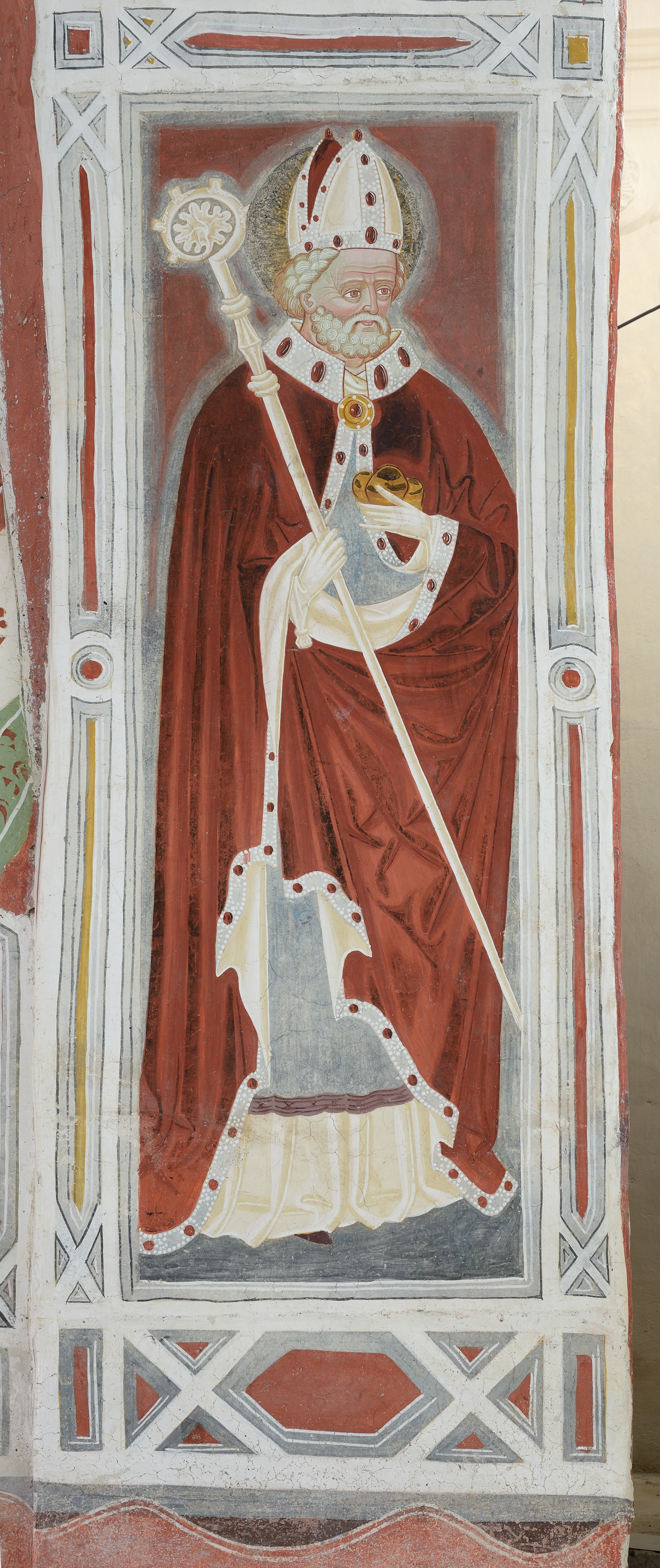
San Nicola di Bari